# Francesco Morlacchi
Francesco Morlacchi (Pérouse, 14 juin 1784, Innsbruck, 28 octobre 1841), est un compositeur italien de plus de vingt opéras. Pendant les nombreuses années qu'il a passées en tant que maître de la chapelle royale de Dresde, il a contribué à populariser en Allemagne le style italien de l'opéra.

## Biographie
Morlacchi a d'abord étudié avec son oncle Giovanni Mazzetti organiste à la cathédrale et plus tard avec Luigi Caruso. Il a ensuite étudié à Loreto avec Zingarelli. Enfin, il est allé se former à Bologne au Liceo Filarmonica auprès du Padre Stanislao Mattei, où il a rencontré Gioacchino Rossini. Là, il obtient le diplôme de «maestro compositore» pour sa cantate il Templo della gloria en l'honneur du couronnement de Napoléon comme roi d'Italie.
Les premières œuvres lyriques de Morlacchi ont été écrites en 1807, et étaient une farce et un opéra-comique. Sa première œuvre de théâtre vraiment importante est l'opera seria Corradino (Parme 1808), et a entraîné des commandes de la part des opéras de Rome et de Milan. En 1810, il est allé à Dresde grâce à la contralto Marietta Marcolini. En 1811, Morlacchi est devenu maître de chapelle de l'opéra italien de Dresde où il a pris la succession de Ferdinando Paër. Alors à Dresde, il a dû travailler pour s'imposer aux yeux des critiques. À cette époque, l'opéra allemand était bien établi, et Morlacchi et ses compositions ont été jugés comme des représentants du style ancien tant par les compositeurs et que par l'aristocratie. 
En 1815, Morlacchi a écrit Il barbiere di Siviglia sur le livret de Giuseppe Petrosellini, un an avant que Rossini n'écrive son célèbre opéra le Barbier de Séville sur le livret plus récent de Cesare Sterbini.
Une des œuvres les plus réussies de Morlacchi était Tebaldo e Isolina (La Fenice, Venise, 1822). Le chanteur Giovanni Battista Velluti a créé l'œuvre, et a tenu le rôle. L'opéra a été monté dans quarante villes au cours des dix années suivantes, en grande partie grâce à l'interprétation de Velluti.
L'architecte Friedrich Gottlob Thormeyer a peint son portrait en 1829.
Atteint de tuberculose, Francesco Morlacchi meurt sur le chemin de son pays natal.

## Œuvres
- Una farsa (Opera buffa, 1807).
- Corradino (Opera seria, 1808, Parme).
- La Principessa per ripiego (Rome, 1809).
- Saffo (1810 à Milan).
- Le Danaidi (Rome, 11 février 1810).
- Il barbiere di Siviglia (1816, Dresde).
- La semplicetta di Pirna (9 septembre 1817 in Dresde).
- Tebaldo ed Isolina (1822, Venise).
- Oreste.
- La gioventù di Enrico IV (Dresde, le 4 octobre 1823).
- Il Colombo (Gênes, le 28 juin 1828).
- Il rinnegato (Dresde, mars 1832).
- Cantate pour l'anniversaire du Tsar Alexandre Ier (1813).
- Requiem sur la mort du Roi de Saxe Frédéric-Auguste Ier (1750–1827).
- 13 messes avec orchestre,
- une Passion,
- un Miserere a Cappella,
- 5 Oratorios, dont
  - La passione di Gesù Cristo (1799, Teatro San Carlo, Naples)
- d'autres œuvres religieuses de la liturgie catholique.